# 钢城街道 (嘉峪关市)
钢城街道是中华人民共和国甘肃省嘉峪关市嘉峪關市下辖的一个街道办事处。
2019年7月，根据甘肃省人民政府《关于同意嘉峪关市设立雄关街道办事处和钢城街道办事处的批复》，设立钢城街道。东起嘉酒地区分界线向北接新城镇与市区分界线，南到X301县道与冯家沟村以北，西起新华路南北延伸线，北以长城遗址与嘉策铁路交接处至，常住人口73556人，辖区面积119.8平方公里，办事处驻迎宾东路1833号。

## 行政区划
钢城街道下辖以下村级行政区划单位：
佳苑社区、朝晖社区、紫轩社区、明珠社区、兰新社区、建设社区、永乐社区、建林社区、东安社区、新华社区、大众社区、五一社区、利民社区和南湖社區。